# Straight Records
Pour les articles homonymes, voir Straight.
Straight Records est un label discographique américain, anciennement basé à Los Angeles, en Californie.

## Histoire
Il est fondé en 1969 pour distribuer des productions et des artistes découverts par Frank Zappa et son partenaire Herb Cohen. Au même moment, les deux mêmes fondaient aussi le label Bizarre Records. C'est Zappa lui-même qui choisit la plupart des artistes publiés par Straight Records. Son intention à l'origine était de sortir les albums des artistes produisant une musique d'avant-garde sur Bizarre, et les enregistrements d'artistes plus populaires sur Straight. Cette idée n'a pas été toujours respectée en raison de conflits liés aux réseaux de distribution des disques, ou aux managers des musiciens. Des artistes notables comme Tim Buckley, Judy Henske et Jerry Yester sont venus au label par l'intermédiaire du manager Herb Cohen.
Dès 1972, certains enregistrements de Straight ont commencé à être réédités par Reprise Records ou Warner Bros. Records (comme Love It to Death d'Alice Cooper). Vers 1973, Bizarre Records s'arrête, et est remplacé par DiscReet Records, également distribué par Warner Bros. le partenariat entre Zappa et Cohen s'arrête en 1976, chacun conservant les droits sur les morceaux qu'il avait lui-même produit.
En 1988 et 1999, des enregistrements à l'origine parus sur Straight Records de Captain Beefheart, Alice Cooper, Tim Buckley, The GTO's, The Persuasions et Lord Buckley sont rapidement réédités par Enigma Records. Depuis le début des années 1990, la question des droits sur les enregistrements de Straight Records est devenue incertaine, ce qui a vraisemblablement dissuadé de la réédition de certains d'entre eux.

## Groupes et artistes
- Captain Beefheart
- Alice Cooper
- Tim Buckley
- Jeff Simmons
- Lord Buckley
- Judy Henske et Jerry Yester
- The GTO's
- Tim Dawe[3]
- Mayf Nutter
- The Persuasions